# Чемпіонат Швеції з бенді 1925
 Чемпіонат Швеції з бенді: 1925 — 19-й сезон турніру з хокею з м'ячем (бенді), який проводився за кубковою системою. 
Переможцем змагань став клуб ІК «Йота» (Стокгольм).

## Турнір

### Чвертьфінал
- Вестерос ІК - ІК «Йота» (Стокгольм)  1-10
- Лідчепінгс АІК - ІФ «Ліннеа» (Стокгольм)  1-0
- Седертельє СК - «Юргорден» ІФ (Стокгольм)  0-2
- Вестерос СК - ІФК Реттвік  5-2

### Півфінал
- Вестерос СК - «Юргорден» ІФ (Стокгольм)  4-0
- ІК «Йота» (Стокгольм) - Лідчепінгс АІК  8-1

### Фінал
22 лютого 1925, Стокгольм
- ІК «Йота» (Стокгольм) - Вестерос СК  7-5